# Epyx
Epyx var ett företag som utvecklade och publicerade dator- och TV-spel. Företaget grundades 1978 av Jim Connelley och Jon Freeman, med namnet Automated Simulations. De släppte spel till spelkonsoler och hemdatorer fram till konkursen 1993.
Det brittiska hemdatorföretaget U.S. Gold gav ut Epyx spel för Commodore 64 i Europa. U.S. Gold konverterade även många spel till andra stora europeiska plattformar som ZX Spectrum och Amstrad CPC.
Epyx mest kända spel är Summer Games- och Winter Games-serierna, senare också California Games G.I. Joe: A Real American Hero och World Games. Epyx utvecklade även hårdvaran till vad som skulle bli Atari Lynx. Innan utvecklingen var klar fick företaget finansiella problem i slutet av 1980-talet och överlät rättigheterna till konsolen till Atari 1989.
Epyx gick i konkurs 1993. Tillgångarna köptes sedermera upp av System 3. De har släppt flera av Epyx spel till moderna format, bland annat California Games och Impossible Mission till Virtual Console 2008.